# Bliss Dance
Bliss Dance ist eine Plastik des amerikanischen Künstlers Marco Cochrane. Das etwa 12 Meter hohe Kunstwerk stellt eine tanzende, nackte Frau mit angewinkeltem Bein und ausgestreckten Armen dar. Erstmals gezeigt wurde sie während des Burning Man Festivals 2010 in der Black Rock Desert. Ab April 2011 stand die Plastik an der Promenade von Treasure Island bei San Francisco. Seit 2016 steht sie vor dem Park MGM Hotel in Paradise, Las Vegas.

## Entstehung
Nackte Frauenstatuen in bewegten Posen sind wiederkehrende Elemente in den Arbeiten des in Italien geborenen Künstlers. Für Bliss Dance fertigte er zunächst eine Ton-Statue an, die als Vorlage für die Metallstatue diente.

## Konstruktion
Die ca. 3,1 Tonnen schwere Plastik wurde von Cochrane und seinem Team in einer Lagerhalle auf Treasure Island von Hand gefertigt, es kamen weder Roboter, noch aufwendige Konstruktionsprogramme zum Einsatz. Die Trägerkonstruktion besteht aus einem Metallgerüst, das an 55.000 Schweißpunkten zu Dreiecken verbunden ist. Darauf ist an 4.500 Kugelpunkten ein Stahlgewebe als Außenhaut geschraubt. Unter dem Standbein dient ein sternförmiger Fuß aus sechs Stahlträgern als Fundament, das vergraben werden kann.
Im Inneren der Konstruktion sind 27 mehrfarbige LED-Scheinwerfer montiert, die über ein Apple iPad gesteuert werden können. Wenn die Struktur von innen beleuchtet wird, entsteht ein transparenter Effekt, wird sie hingegen von außen bestrahlt, reflektiert das Stahlgewebe einen so großen Teil des Lichts, dass die Plastik massiv wirkt.

## Restaurierung
Der Künstler versuchte im Dezember 2012, über die Crowdfunding-Plattform Kickstarter Mittel zur Restaurierung der Plastik zu bekommen, die durch die Umwelteinflüsse Rost an der inneren Struktur angesetzt hatte und deren elektrisches System überholt werden musste. Für die Zeit der Restaurationsarbeiten blieb Bliss Dance an ihrem Standort auf Treasure Island, bis sie nach Las Vegas versetzt wurde.